# La Varenne
La Varenne ([la vaˈʁɛn] ⓘ) ist eine Ortschaft und ehemalige französische Gemeinde mit 1837 Einwohnern (Stand: 1. Januar 2022) im Département Maine-et-Loire in der Region Pays de la Loire. Sie gehörte zum Arrondissement Cholet. Die Einwohner werden Varennais und Varennaises genannt.
Der Erlass der Präfektin vom 23. November 2015 legte mit Wirkung zum 15. Dezember 2015 die Eingliederung von La Varenne als Commune déléguée zusammen mit den früheren Gemeinden Champtoceaux, Bouzillé, Drain, Landemont, Liré, Saint-Christophe-la-Couperie, Saint-Laurent-des-Autels, und Saint-Sauveur-de-Landemont zur Commune nouvelle Orée d’Anjou fest.

## Geografie

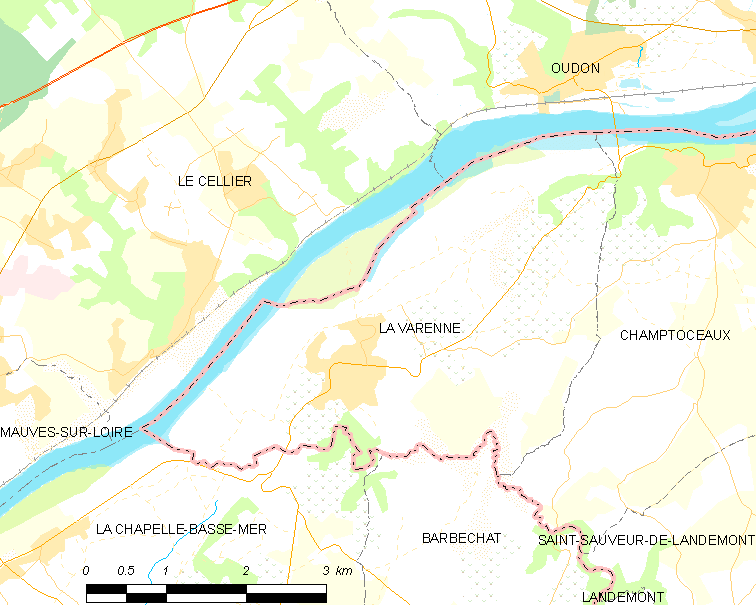
Karte von La Varenne

La Varenne liegt etwa 61 Kilometer westsüdwestlich von Angers, etwa 44 Kilometer nordwestlich von Cholet und etwa 21 Kilometer nordöstlich von Nantes an der Grenze zum benachbarten Département Loire-Atlantique. Der Ort befindet sich in der Région naturelle der Mauges, Teil der historischen Provinz des Anjou.
Der Ort befindet sich an den südöstlichen Ausläufern des Armorikanischen Massivs mit seinem Ortszentrum auf einer leichten Anhöhe etwa 1,5 Kilometer südöstlich des linken Ufers der Loire. Der Ort wird außerdem entwässert von der Divatte, die das Ortsgebiet im Süden begrenzt und im äußersten Südwesten in die Loire mündet, sowie von kleineren Fließgewässern. Der Boden ist geprägt von Sedimentablagerungen, welche von der Loire und ihren Nebenflüssen stammen, und von metamorphem Gestein aus dem unteren Silur. Sein Relief zeigt eine hügelige Landschaft auf einer Hochebene, mit einer höchsten Erhebung von 82 m im Osten. Das Ortszentrum liegt auf etwa 65 m.
Umgeben wird La Varenne von drei Nachbargemeinden und einer Commune déléguée von Orée d’Anjou:
| Le Cellier (Loire-Atlantique) | Oudon (Loire-Atlantique)                    |                             |
|                               | Kompassrose, die auf Nachbargemeinden zeigt | Champtoceaux (Orée d’Anjou) |
|                               | Divatte-sur-Loire (Loire-Atlantique)        |                             |

## Etymologie und Geschichte
Der Ortsname entstammt aus dem indogermanischen Wort vera für Schwemmland, sandiger Boden. Frühere Erwähnungen waren In villa que dicitur Varennis (1050–1060), Varenna (1123), Sanctus Petrus de Varenna (1151), Capellanus de Varenna (1185), Dominus de Varena (1255), Varennes-sous-Champtoceaux (1789).
Ein Menhir, genannt La Pierre Levée erhebt sich 200 Meter südlich des Weilers La Mercière, östlich des Ortszentrums.
La Varenne gehörte zum Herzogtum bzw. zur Grafschaft von Anjou. Die Pfarrkirche wurde bereits im 11. Jahrhundert gegründet.
Die Pfarrgemeinde existiert seit dem 11. Jahrhundert und gehörte zum Bistum Nantes, später zum Kloster Marmoutier. Bis zur Französischen Revolution war sie einerseits dem Bistum Nantes, andererseits der Élection von Angers zugehörig.
Das Lehen stand im Schatten des benachbarten Champtoceaux. La Varenne nahm 1793 am Aufstand der Vendée, dem Kampf der royalistisch-katholisch gesinnten Landbevölkerung gegen Repräsentanten und Truppen der Ersten Französischen Republik, Teil. Am 12. März entführte eine Bande von Fremden, bewaffnet mit Gewehren, Spießen, Säbeln und Sensen den Bürgermeister und verbrannten die kommunalen Archive. Am 13. März setzte sich Dominique-Louis Piron an die Spitze von 500 Aufständischen aus La Varenne und umliegenden Gemeinden. Das Dorf wurde in der Folge von Höllenkolonnen in Brand gesteckt.
Im Zweiten Weltkrieg sprengten französische Truppen am 19. Juni 1940 die Brücke über die Loire zwischen Champtoceaux und Oudon. Wenig später entwickelte sich ein Gefecht auf dem Gebiet von La Varenne unweit der Brücke. Ein Bombardement zerstörte einen Bauernhof und forderte vier Tote. Am 14. August 1944 richteten sich deutsche Streitkräfte in La Verenne ein. Es folgten Scharmützel mit amerikanischen Truppen und der FFI auf der anderen Seite der Loire. Ein Gefecht ereignete sich am 28. August im Park des Schlosses zwischen Kräften der FFI und deutschen Kräften. Am folgenden Tag war die Gemeinde befreit.

## Bevölkerungsentwicklung
| La Varenne: Einwohnerzahlen von 1793 bis 2020                                                                              | La Varenne: Einwohnerzahlen von 1793 bis 2020 | La Varenne: Einwohnerzahlen von 1793 bis 2020 | La Varenne: Einwohnerzahlen von 1793 bis 2020 | La Varenne: Einwohnerzahlen von 1793 bis 2020 |
| --- | --------------------------------------------- | --------------------------------------------- | --------------------------------------------- | --------------------------------------------- |
| Jahr |                                               |                                               |                                               | Einwohner                                     |
| 1793 | 1793                                          |                                               | 1.106                                         | 1.106                                         |
| 1800 | 1800                                          |                                               | 1.083                                         | 1.083                                         |
| 1806 | 1806                                          |                                               | 1.031                                         | 1.031                                         |
| 1821 | 1821                                          |                                               | 1.168                                         | 1.168                                         |
| 1831 | 1831                                          |                                               | 1.183                                         | 1.183                                         |
| 1836 | 1836                                          |                                               | 1.188                                         | 1.188                                         |
| 1841 | 1841                                          |                                               | 1.192                                         | 1.192                                         |
| 1846 | 1846                                          |                                               | 1.150                                         | 1.150                                         |
| 1851 | 1851                                          |                                               | 1.193                                         | 1.193                                         |
| 1856 | 1856                                          |                                               | 1.187                                         | 1.187                                         |
| 1861 | 1861                                          |                                               | 1.213                                         | 1.213                                         |
| 1866 | 1866                                          |                                               | 1.248                                         | 1.248                                         |
| 1872 | 1872                                          |                                               | 1.230                                         | 1.230                                         |
| 1876 | 1876                                          |                                               | 1.212                                         | 1.212                                         |
| 1881 | 1881                                          |                                               | 1.232                                         | 1.232                                         |
| 1886 | 1886                                          |                                               | 1.179                                         | 1.179                                         |
| 1891 | 1891                                          |                                               | 1.116                                         | 1.116                                         |
| 1896 | 1896                                          |                                               | 1.083                                         | 1.083                                         |
| 1901 | 1901                                          |                                               | 1.053                                         | 1.053                                         |
| 1906 | 1906                                          |                                               | 1.093                                         | 1.093                                         |
| 1911 | 1911                                          |                                               | 1.038                                         | 1.038                                         |
| 1921 | 1921                                          |                                               | 884                                           | 884                                           |
| 1926 | 1926                                          |                                               | 892                                           | 892                                           |
| 1931 | 1931                                          |                                               | 902                                           | 902                                           |
| 1936 | 1936                                          |                                               | 880                                           | 880                                           |
| 1946 | 1946                                          |                                               | 816                                           | 816                                           |
| 1954 | 1954                                          |                                               | 870                                           | 870                                           |
| 1962 | 1962                                          |                                               | 864                                           | 864                                           |
| 1968 | 1968                                          |                                               | 887                                           | 887                                           |
| 1975 | 1975                                          |                                               | 904                                           | 904                                           |
| 1982 | 1982                                          |                                               | 1.088                                         | 1.088                                         |
| 1990 | 1990                                          |                                               | 1.278                                         | 1.278                                         |
| 1999 | 1999                                          |                                               | 1.366                                         | 1.366                                         |
| 2006 | 2006                                          |                                               | 1.612                                         | 1.612                                         |
| 2013 | 2013                                          |                                               | 1.736                                         | 1.736                                         |
| 2020 | 2020                                          |                                               | 1.823                                         | 1.823                                         |
| Quelle(n): EHESS/Cassini bis 1999, INSEE ab 2006 Anmerkung(en): Ab 1962 offizielle Zahlen ohne Einwohner mit Zweitwohnsitz |                                               |                                               |                                               |                                               |

## Sehenswürdigkeiten
- Pfarrkirche Saint-Pierre, Neubau aus dem frühen 20. Jahrhundert. Die Vorgängerkirche wurde zu klein und ist nach einem Sturm am 13. Februar 1900 abgerissen worden.
- Kapelle La Bridonnière, errichtet 1916–1920
- Schloss La Varenne, erbaut in der Mitte des 19. Jahrhunderts, seit 1992 in Teilen als Monument historique eingeschrieben
- Herrenhaus La Virellière aus dem 16. und 17. Jahrhundert
- Herrenhaus, genannt Logis du Marais, aus dem 17. Jahrhundert
- Wohnsitz, genannt Logis des Sauzaies, erbaut 1759

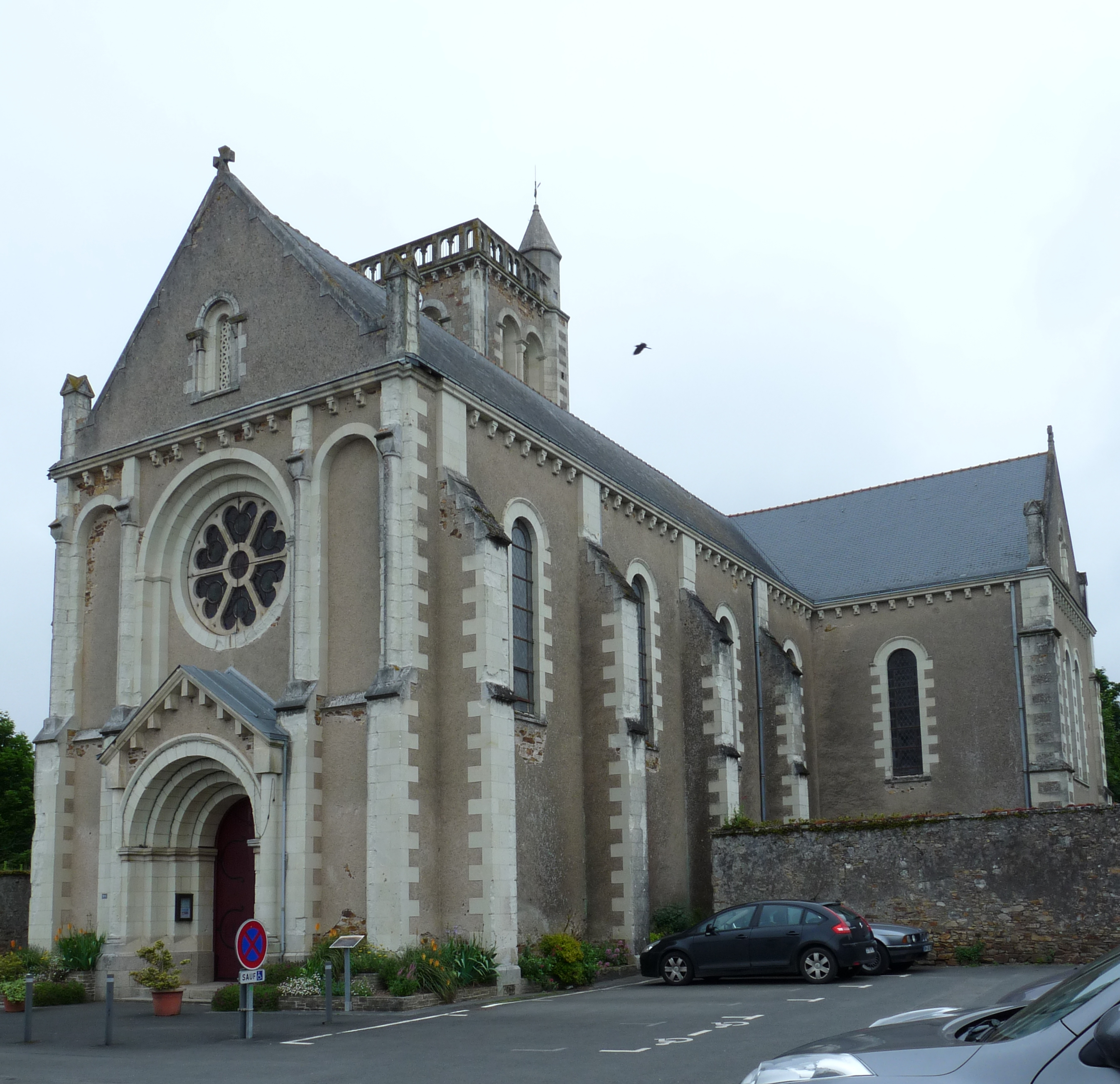
Pfarrkirche Saint-Pierre
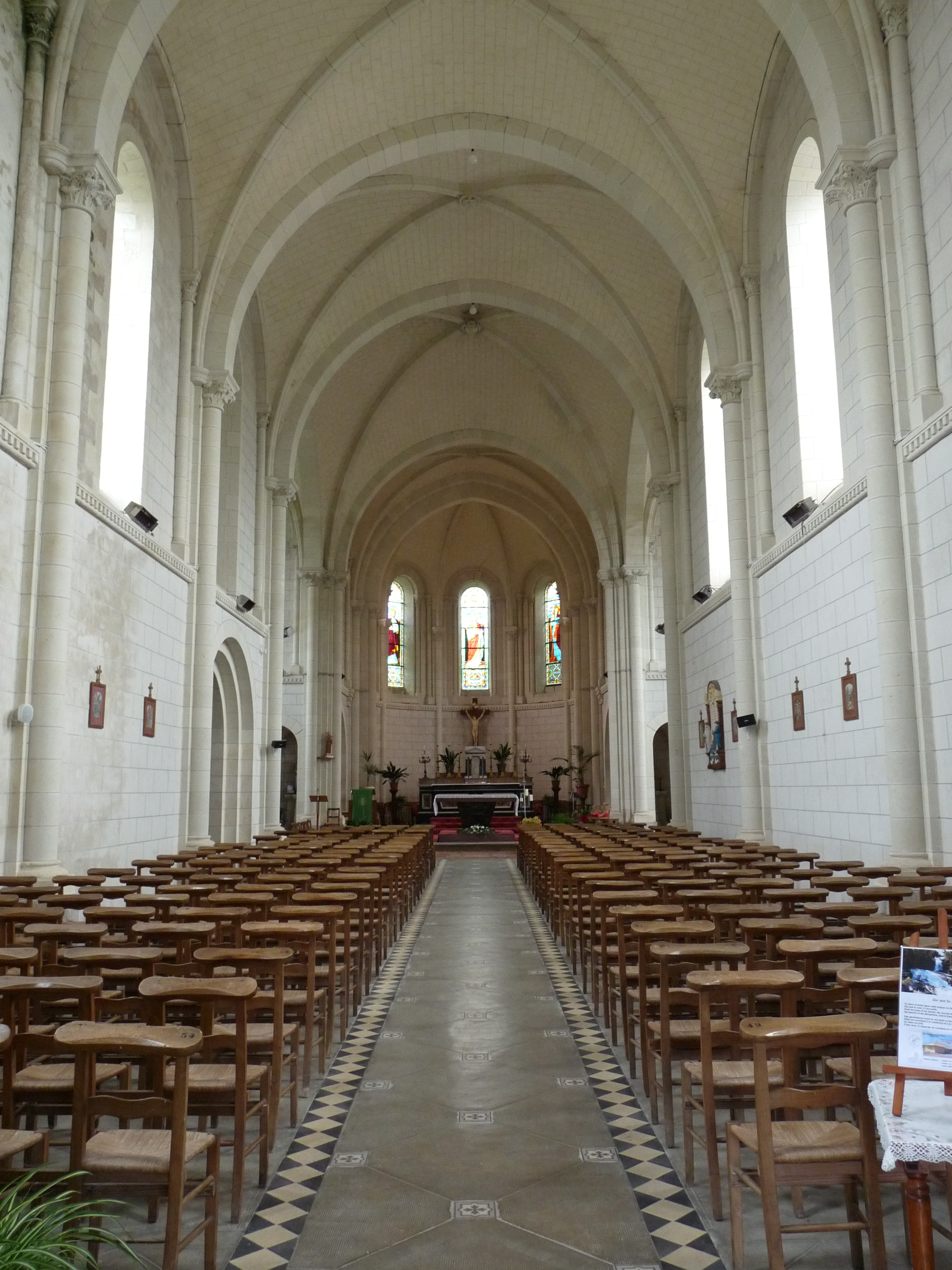
Innenansicht